# أبو عبدة
أبو عبدة قرية سوريّة تتبع إداريّاً لمحافظة حلب منطقة السفيرة ناحية الحاجب، بلغ تعداد سكانها (707) نسمة حسب التعداد السكاني لعام 2004.